# Sianhala
Sianhala este o comună din regiunea Savanes, Coasta de Fildeș.